# Parc national de Manusela
Le parc national de Manusela est un parc national d'Indonésie situé dans le centre de l'île de Céram dans les Moluques.
D'une superficie de 186 000 hectares, le parc inclut le mont Binaya, point culminant des Moluques (3 027 m) ainsi que 4 villages : celui éponyme de Manusela, Ilena Maraina, Selumena et Kanikeh. Les habitants croient que les montagnes de la région sont peuplées d'esprits que les protègent. Ils cherchent donc à préserver l'équilibre de leur environnement.